# Ге, Зоя Григорьевна
Зоя Григорьевна Ге (по первому браку — Рубан, также Ге-Рубан, Рубан-Щуровская; 4 апреля 1861 — 1942) — русская революционерка, деятельница народнического движения и партии эсеров, двоюродная сестра и жена Николая Ге (младшего).

## Биография
Зоя Ге родилась в 1861 году в дворянской семье надворного советника и гласного Николаевской городской Думы Григория Николаевича Ге. Воспитывалась она в Женевском пансионе, затем училась во Франции, Швейцарии (1875–79) и в Петербурге — на Бестужевских женских курсах и курсах лекарских помощников (1880–82). Образования не закончила: была арестована.
В начале декабря 1878 года Зоя Ге «была обыскана» в Петербурге вследствие проживания на одной квартире с арестованной Е. Краснокутской. В 1882–83 годах Ге входила в петербургский народовольческий кружок, организованный Иваном Прозоровским. Она принимала участие в офицерских кружках города Николаев, посещала собрания кружка на конспиративной квартире, нанятой М. Ашенбреннером, а также распространяла революционные издания.
Зоя Ге была знакома с В. Фигнер, останавливавшейся у неё во время своих приездов в Николаев. По показаниям В. Талапиндова, Ге состояла «в гражданском» кружке и летом 1883 года — снабжала самого Талапиндова запрещенными изданиями. Ге была арестована 7 августа 1883 года и содержалась под стражей. Она была привлечена к дознанию, производившемуся генерал-майором Н. А. Середою (1838 г.р.), по обвинению в принадлежности к военным народовольческим кружкам, обнаруженным в Одессе и Николаеве (дело Б. Крайского, Д. Чижова и других). Также она обвинялась в близких сношениях с Фигнер и в её укрывательстве.
С 9 ноября 1883 года Зоя Григорьевна содержалась в Петропавловской крепости; 9 января 1884 года она была переведена из крепости в Дом предварительного заключения. Была освобождена из-под стражи 7 апреля 1884 года под залог в 10000 рублей (на поруки дяди — художника Николая Ге — под залог его имения). По высочайшему повелению (30 июля 1884 года) Ге была подчинена гласному надзору полиции на три года в избранном ею месте жительства.
В начале лета 1884 года Ге познакомилась с Львом Толстым у Петра Николаевича Ге (сына художника). После этого она виделась с Толстым в сентябре того же года на хуторе Николая Ге в Черниговской губернии и в феврале 1901 года в Москве, в Хамовническом доме Толстых. Разделяла мировоззрение Толстого.
Ге отбывала гласный надзор на хуторе отца в Борзенском уезде (Черниговская губерния). 22 января 1885 года она переехала в Борзну, а оттуда 2 марта 1886 года — в село Конашевку (Борзенского уезда). Была освобождена от гласного надзора, за окончанием срока 30 июля 1887 года, и подчинена негласному с воспрещением жительства в столицах. В феврале 1899 года Ге жила на Южном берегу Крыма, в Алуште. Она была освобождена от негласного надзора согласно циркуляру департамента полиции от 7 июля 1890 года. В 1884–94 годах она занималась сельским хозяйством.
Ещё при первой встрече, вскоре после выхода Зои Рубан-Ге из тюрьмы, Толстой советовал ей написать воспоминания о проведенных в заключении месяцах. Осенью того же года Толстой напомнил ей об этом. Пять лет спустя, в 1889 году, Толстой ещё раз обратился к Рубан с просьбой написать воспоминания. Воспоминания эти были интересны ему в связи с работой над «Воскресением». Рубан желание Толстого удовлетворила и в течение двух недель, занимаясь днем и ночью, написала воспоминания, немедленно их отправив в распоряжение Толстого.

Я, кажется, писалъ уже вамъ въ открытомъ письмѣ, но боюсь, что оно не послано и у меня затерялось. Пишу вамъ, чтобы очень благодарить васъ за ваши воспоминанія. Они такъ правдивы, просты и потому производятъ очень сильное впечатлѣніе. Очень благодарю васъ за нихъ. Мож[етъ] б[ыть], ихъ можно будетъ и заграницей напечатать.— из письма Льва Толстого Зое Рубан-Ге (1899, Москва)
В 1905 году, проживая в Женеве, Ге подала в департамент полиции прошение об отмене ограничений в выборе места жительства; прошение было удовлетворено по постановлению министра внутренних дел от 15 октября 1905 года. Ге входила в партию социалистов-революционеров. В 1910 году она окончила курс скорой помощи в Женеве, где работала в амбулатории в течение двух лет.
В 1912–15 годах Зоя Ге была заведующей вегетарианской столовой Московского вегетарианского общества (учреждено в 1909 году); в 1925–28 годах — служила в московской артели «Вегетарианское питание». В 1928 году проживала в Москве.
Умерла в 1942 году. Урна с прахом захоронена в колумбарии Введенского кладбища.

## Семья
Мужья:
Григорий Семенович Рубан-Щуровский (1857—1920) — с 1884 года; мещанин, уроженец села Прачи; фельдшер, сапожник; играл на многих музыкальных инструментах. Позировал для последней картины Николая Ге «Распятие».
Николай Николаевич Ге (младший, 1857—1938) — с 1895 года; двоюродный брат по отцу; художник-любитель, издатель, писатель.
Дети: Андрей (1885), Надежда (1887) и Севастьян (1889).

### Архивы
- РГАЛИ. Ф. 731; Архив ГЭ. Ф.7, ОР КМРИ. Ф.3; ОР ГТГ. Ф. 4; ОР ГМТ (письма Н. Н. Ге-младшего к Толстым, к дочери Прасковье); ГАРФ. Ф. 5982. Д. 177 (1920 г.) (Списки русских беженцев в Сербии).